# Campionati europei di atletica leggera paralimpica 2014
Il IV Campionato europeo di atletica leggera paralimpica si è disputato a Swansea, nel Regno Unito, presso il Swansea University Stadium dal 18 al 23 agosto 2014. Sono stati assegnati titoli in 29 specialità (15 maschili e 14 femminili), ciascuna delle quali suddivisa in un numero variabile di gare per le diverse categorie di disabilità.

## Nazioni partecipanti
Tra parentesi, il numero di atleti partecipanti per nazione.
- Austria (6)
- Azerbaigian (5)
- Bielorussia (6)
- Belgio (5)
- Bulgaria (10)
- Croazia (15)
- Danimarca (7)
- Estonia (2)
- Finlandia (11)
- Francia (19)

- Germania (32)
- Regno Unito (52)
- Grecia (35)
- Ungheria (7)
- Irlanda (8)
- Islanda (3)
- Israele (2)
- Italia (13)
- Lettonia (8)
- Lituania (11)

- Lussemburgo (1)
- Montenegro (1)
- Norvegia (4)
- Paesi Bassi (23)
- Polonia (33)
- Portogallo (22)
- Romania (3)
- Russia (74)
- Serbia (9)
- Slovacchia (5)

- Slovenia (2)
- Spagna (31)
- Svezia (8)
- Svizzera (9)
- Rep. Ceca (12)
- Turchia (24)
- Ucraina (34)

## Categorie
La classe sportiva nell'atletica leggera paralimpica si identifica con un prefisso e con un numero. I prefissi utilizzati sono:
- F = prove effettuate su campo (field, campo);
- T = prove effettuate su pista (track, pista);
- P = pentathlon;

Mentre i numeri identificativi delle categorie sono:
- 11-13 – atleti ipovedenti e non vedenti; gli atleti delle categorie 11 e 12 gareggiano con una guida;
- 20 – atleti con disabilità intellettiva;
- Atleti gareggianti su sedia a rotelle:
  - 31-34 – atleti con paralisi cerebrale o con altre condizioni che limitano la coordinazione degli arti e/o l'uso dei muscoli;
  - 51-58 – atleti con lesioni alla spina dorsale, amputazioni, handicap muscolo-scheletrici, malformazioni congenite, lesioni nervose;
- Atleti deambulanti gareggianti in posizione eretta:
  - 35-38 – atleti con paralisi cerebrale o con altre condizioni che limitano la coordinazione degli arti e/o l'uso dei muscoli.
  - 40-46 – atleti con amputazioni, lesioni spinali, handicap muscolo-scheletrici, malformazioni congenite, lesioni nervose;

## Risultati
I risultati del campionato sono stati:

### Uomini

#### Corse
| Specialità | Categoria | Oro                                                                                     | Prestazione | Argento                                                                                                | Prestazione | Bronzo | Prestazione   |
| Corse piane |           |                                                                                         |             | |             | |               |
| 100 m | T11       | Andrey Koptev guida: Sergey Petrichenko                                                 | 11"60       | Firmino Baptista guida: Ivo Vital                                                                      | 11"90       | Martin Parejo Maza guida: Timoteo Stewart Ortiz                                                                            | 11"96         |
| 100 m | T12       | Jason Smyth                                                                             | 10"78       | Artem Loginov                                                                                          | 11"16       | Joan Munar Martinez | 11"19         |
| 100 m | T13       | Radoslav Zlatanov                                                                       | 11"22       | Mateusz Michalski                                                                                      | 11"34       | Philipp Handler | 11"54         |
| 100 m | T34       | Henry Manni                                                                             | 16"42       | Bojan Mitic                                                                                            | 16"44       | Sebastien Mobre | 16"75         |
| 100 m | T35       | Dmitrij Safronov                                                                        | 12"73       | Iurii Tsaruk                                                                                           | 13"11       | Jordan Howe | 13"23         |
| 100 m | T36       | Evgenii Shvetcov                                                                        | 12"33       | Graeme Ballard                                                                                         | 12"49       | Paul Blake | 12"69         |
| 100 m | T37       | Andrey Vdovin                                                                           | 11"49       | Chermen Kobesov                                                                                        | 11"63       | Rhys Jones | 12"08         |
| 100 m | T38       | Mykyta Senyk                                                                            | 11"74       | Lorenzo Albaladejo Martinez                                                                            | 12"02       | Bradley Lee Wigley | 12"07         |
| 100 m | T42       | Clavel Kayitare                                                                         | 13"08       | Daniel Jorgensen                                                                                       | 13"45       | Anton Prokhorov | 13"48         |
| 100 m | T44       | Jonnie Peakock                                                                          | 11"26       | Felix Streng                                                                                           | 11"53       | Markus Rehm | 11"85         |
| 100 m | T47       | Michal Mateusz Derus                                                                    | 11"04       | Ola Abidogun                                                                                           | 11"38       | Vadim Trunov | 11"50         |
| 100 m | T51       | Toni Piispanen                                                                          | 23"56       | Peter Genyn                                                                                            | 24"34       | Stephen Osborne | 24"98         |
| 100 m | T52       | Beat Boesch                                                                             | 18"62       | Artem Shishkovskiy                                                                                     | 19"24       | Mario Trindade | 19"64         |
| 100 m | T53       | Mickey Bushell                                                                          | 15"58       | Pierre Fairbank                                                                                        | 15"78       | Nicolas Brignone | 16"53         |
| 100 m | T54       | Leo Pekka Tahti                                                                         | 14"19       | Kenny van Weeghel                                                                                      | 14"35       | Marc Schuh | 14"77         |
| 200 m | T11       | Timothee Adolphe guida: Cedric Felip                                                    | 23"90       | Gerard Desgarrega Puigdevall guida: Jorge Mortes Alcaraz                                               | 23"91       | Andrey Koptev guida: Sergey Petrichenko                                                                                    | 24"05         |
| 200 m | T12       | Jason Smyth                                                                             | 21"67       | Joan Munar Martinez                                                                                    | 22"28       | Artem Loginov | 22"55         |
| 200 m | T13       | Alexander Zverev                                                                        | 23"05       | Mateusz Michalski                                                                                      | 23"20       | Alexey Labzin | 23"26         |
| 200 m | T34       | Henry Manni                                                                             | 30"47       | Sebastien Mobre                                                                                        | 31"04       | Bojan Mitic | 31"35         |
| 200 m | T35       | Dmitrij Safronov                                                                        | 25"86       | Iurii Tsaruk                                                                                           | 26"18       | Jordan Howe | 28"73         |
| 200 m | T36       | Evgenii Shvetcov                                                                        | 25"34       | Graeme Ballard                                                                                         | 26"04       | Roman Pavlyk | 26"09         |
| 200 m | T37       | Andrey Vdovin                                                                           | 23"23       | Chermen Kobesov                                                                                        | 23"40       | Andriy Onufriyenko | 24"64         |
| 200 m | T38       | Mykyta Senyk                                                                            | 23"99       | Lorenzo Albaladejo Martinez                                                                            | 24"42       | Bradley Lee Wigley | 25"70         |
| 200 m | T42       | Anton Prokhorov                                                                         | 26"48       | Richard Whitehead                                                                                      | 27"25       | Daniel Jorgensen | 27"90         |
| 200 m | T44       | Felix Streng                                                                            | 22"93       | David Behre                                                                                            | 23"36       | Ronald Hertog | 23"39         |
| 200 m | T47       | Michal Mateusz Derus                                                                    | 22"47       | Alexey Kotlov                                                                                          | 22"86       | Vadim Trunov | 23"00         |
| 200 m | T53       | Pierre Fairbank                                                                         | 28"72       | Mickey Bushell                                                                                         | 29"20       | Arnar Helgi Larusson | 39"08         |
| 200 m | T54       | Kenny van Weeghel                                                                       | 25"73       | Leo Pekka Tahti                                                                                        | 26"07       | Marc Schuh | 26"48         |
| 400 m | T11       | Timothee Adolphe guida: Cedric Felip                                                    | 52"87       | Semih Deniz guida: Furkan Bogahan                                                                      | 54"85       | Non assegnato | Non assegnato |
| 400 m | T12       | Thomas Ulbricht guida: Tobias Schneider                                                 | 50"27       | Luis Goncalves                                                                                         | 50"31       | Elmir Jabrayilov | 50"69         |
| 400 m | T13       | Egor Sharov                                                                             | 48"99       | Alexander Zverev                                                                                       | 51"01       | Dmitry Miroshnichenko | 52"27         |
| 400 m | T20       | Ruud Koutiki                                                                            | 49"73       | Dionibel Rodriguez Rodriguez                                                                           | 49"82       | Vasyl Bilenko | 51"45         |
| 400 m | T34       | Henry Manni                                                                             | 56"03       | Bojan Mitic                                                                                            | 58"05       | Isaac Towers | 58"29         |
| 400 m | T36       | Evgenii Shvetcov                                                                        | 53"59       | Paul Blake                                                                                             | 55"35       | Andrey Zhirnov | 56"90         |
| 400 m | T37       | Andrey Vdovin                                                                           | 50"91       | Chermen Kobesov                                                                                        | 51"23       | Andriy Onufriyenko | 54"82         |
| 400 m | T44       | David Behre                                                                             | 51"97       | Ivan Prokopyev                                                                                         | 54"96       | Non assegnato | Non assegnato |
| 400 m | T47       | Alexey Kotlov                                                                           | 50"04       | Gunther Matzinger                                                                                      | 50"89       | Mehmet Ali Atmaca | 53"64         |
| 400 m | T51       | Toni Piispanen                                                                          | 1'35"97     | Peter Genyn                                                                                            | 1'36"07     | Alvise De Vidi | 1'37"10       |
| 400 m | T52       | Thomas Geierspichler                                                                    | 1'05"71     | Beat Boesch                                                                                            | 1'07"15     | Artem Shishkovskiy | 1'09"32       |
| 400 m | T53       | Moatez Jomni                                                                            | 52"78       | Nicolas Brignone                                                                                       | 57"09       | Non assegnato | Non assegnato |
| 400 m | T54       | Kenny van Weeghel                                                                       | 48"35       | Marc Schuh                                                                                             | 48"80       | Marcel Hug | 49"39         |
| 800 m | T34       | Henry Manni                                                                             | 1'54"61     | Isaac Towers                                                                                           | 1'55"18     | Ben Rowlings | 1'56"11       |
| 800 m | T36       | Artem Arefyev                                                                           | 2'11"74     | Andrey Zhirnov                                                                                         | 2'19"38     | José Manuel González | 2'25"70       |
| 800 m | T38       | Michael McKillop                                                                        | 1'58"16     | Chermen Kobesov                                                                                        | 2'06"11     | Valentyn Miedviediev | 2'16"57       |
| 800 m | T53       | Pierre Fairbank                                                                         | 1'47"73     | Roger Puigbò i Verdaguer                                                                               | 1'48"46     | Moatez Jomni | 1'53"30       |
| 800 m | T54       | Marcel Hug                                                                              | 1'37"77     | Kenny van Weeghel                                                                                      | 1'39"31     | Marc Schuh | 1'40"11       |
| 1.500 m | T11       | Semih Deniz                                                                             | 4'19"51     | Nuno Alves                                                                                             | 4'24"50     | Manuel Garnica Roldán | 4'26"83       |
| 1.500 m | T13       | Mehmet Nesim Oner                                                                       | 4'08"02     | Alexey Akhtyamov                                                                                       | 4'08"88     | Lukasz Wietecki | 4'09"41       |
| 1.500 m | T20       | Viacheslav Khrustalev                                                                   | 4'00"08     | Cristiano Pereira                                                                                      | 4'00"65     | Pavel Sarkeev | 4'02"71       |
| 1.500 m | T38       | Michael McKillop                                                                        | 4'16"73     | Louis Radius                                                                                           | 4'21"44     | Dean Miller | 4'22"24       |
| 1.500 m | T52       | Thomas Geierspichler                                                                    | 4'30"45     | Rob Smith                                                                                              | 4'44"20     | Non assegnato | Non assegnato |
| 1.500 m | T54       | Marcel Hug                                                                              | 3'21"55     | Alhassane Balde                                                                                        | 3'22"25     | Julien Casoli | 3'23"17       |
| 5.000 m | T11       | Alves Nuno                                                                              | 16'10"72    | Hasan Huseyin Kacar                                                                                    | 16'50"59    | Carlos Amaral Ferreira | 17'14"46      |
| 5.000 m | T13       | Alberto Suárez Laso                                                                     | 14'56"03    | Alexey Akhtyamov                                                                                       | 15'07"13    | Gustavo Nieves | 15'31"23      |
| 5.000 m | T54       | Marcel Hug                                                                              | 11'36"19    | Alhassane Balde                                                                                        | 12'14"19    | Tomasz Hamerlak | 12'14"47      |
| Staffette |           |                                                                                         |             | |             | |               |
| 4×100 m | T11 - T13 | Russia Artem Loginov (T12) Alexey Labzin (T13) Fëdor Trikolič (T12) Andrey Koptev (T11) | 43"03       | Francia Antoine Perel (T12) Gauthier Tresor Makunda (T11) Bacou Dambakate (T13) Timothee Adolphe (T11) | 45"89       | Spagna Gerard Desgarrega Puigdevall (T11) Joan Munar Martinez (T12) Martin Parejo Maza (T11) Diego Sancho Villanueva (T13) | 46"45         |
| record mondiale; record mondiale stagionale; record europeo; record europeo stagionale; record dei campionati; record nazionale; record personale; record personale stagionale. |           |                                                                                         |             | |             | |               |

#### Concorsi
| Specialità | Categoria       | Oro                     | Prestazione     | Argento                    | Prestazione    | Bronzo                     | Prestazione    |
| Salti |                 |                         |                 |                            |                |                            |                |
| Salto in lungo | F11             | Ruslan Katyshev         | 5,96 m          | Martin Parejo Maza         | 5,94 m         | Xavier Porras              | 5,93 m         |
| Salto in lungo | F12             | Siarhei Burdukou        | 6,76 m          | Oleg Panyutin              | 6,62 m         | Ihar Fartunau              | 6,56 m         |
| Salto in lungo | F13             | Per Jonsson             | 6,91 m          | Ivan Jose Cano Blanco      | 6,58 m         | Tobias Jonsson             | 6,39 m         |
| Salto in lungo | F20             | Zoran Talic             | 7,16 m          | Lenine Cunha               | 6,84 m         | Dmytro Prudnikov           | 6,82 m         |
| Salto in lungo | F36             | Roman Pavlyk            | 5,28 m          | Mariusz Sobczak            | 5,20 m         | Marcin Mielczarek          | 5,15 m         |
| Salto in lungo | F37             | Andriy Onufriyenko      | 5,71 m          | Vladislav Barinov          | 5,70 m         | Gocha Khugaev              | 5,59 m         |
| Salto in lungo | F38             | Mykyta Senyk            | 5,79 m          | Konstantinos Kamaras       | 5,42 m         | Moussa Tambadou            | 5,41 m         |
| Salto in lungo | F42 - F44       | Markus Rehm (T44)       | 7,63 m 1.086 p. | Daniel Jorgensen (T42)     | 6,22 m 975 p.  | Ronald Hertog (T44)        | 6,78 m 930 p.  |
| Salto in lungo | F47             | Georgios Kostakis       | 6,50 m          | Mihail Hristov             | 6,29 m         | Simonas Kurutis            | 6,24 m         |
| Salto in alto | F12             | Siarhei Burdukou        | 1,84 m          | Alexander Sorokin          | 1,78 m         | Salvador Cano Garcia       | 1,72 m         |
| Salto in alto | F42             | Lukasz Mamczarz         | 1,71 m          | Baris Telli                | 1,62 m         | Marcel Jaroslawski         | 1,50 m         |
| Salto in alto | F44             | Maciej Lepiato          | 2,17 m          | Jonathan Broom-Edwards     | 2,15 m         | Non assegnato              | Non assegnato  |
| Salto in alto | F47             | Reinhold Boetzel        | 1,80 m          | Daniel Perez Martinez      | 1,71 m         | Non assegnato              | Non assegnato  |
| Salto triplo | F47             | Georgios Kostakis       | 13,78 m         | Aliaksandr Subota          | 13,63 m        | Christos Koutoulias        | 13,05 m        |
| Lanci |                 |                         |                 |                            |                |                            |                |
| Getto del peso | F12             | Kim Lopez Gonzalez      | 15,55 m         | Vladimir Andriushchenko    | 15,18 m        | Andrii Holivets            | 14,48 m        |
| Getto del peso | F20             | Jeffrey Ige             | 15,49 m         | Alexander Alexandrov       | 14,00 m        | Efstratios Nikolaidis      | 13,69 m        |
| Getto del peso | F32             | Vladislav Frolov        | 9,02 m          | Dimitrios Zisidis          | 7,61 m         | Maciej Sochal              | 7,53 m         |
| Getto del peso | F33             | Evgenii Malykh          | 11,88 m         | Aleksandr Khrupin          | 11,15 m        | Daniel Schiel              | 10,42 m        |
| Getto del peso | F34             | Oleksandr Aliekseienko  | 7,67 m          | Mateusz Wojnicki           | 7,56 m         | Martin Dvorak              | 7,05 m         |
| Getto del peso | F35             | Alexander El'min        | 12,45 m         | Tomasz Paulinski           | 12,42 m        | Tymofii Kholodov           | 12,36 m        |
| Getto del peso | F36             | Vladimir Sviridov       | 14,62 m         | Sebastian Dietz            | 13,29 m        | Pawel Piotrowski           | 13,16 m        |
| Getto del peso | F37             | Mindaugas Bilius        | 15,15 m         | Tomasz Blatkiewicz         | 13,58 m        | Mykola Zhabnyak            | 13,45 m        |
| Getto del peso | F38             | Oleksandr Doroshenko    | 14,43 m         | Dusan Grezl                | 12,38 m        | Petr Vratil                | 10,49 m        |
| Getto del peso | F40 - F41       | Bartosz Tyszkowski(F41) | 12,83 m         | Kyron Duke (F41)           | 11,96 m        | Dmitry Dushkin (F40)       | 10,30 m        |
| Getto del peso | F42             | Aled Davies             | 13,66 m         | Frank Tinnemeier           | 12,51 m        | Mladen Tomic               | 12,20 m        |
| Getto del peso | F44             | Adrian Matusik          | 16,19 m         | Ivan Katanusic             | 14,61 m        | Josip Slivar               | 14,57 m        |
| Getto del peso | F46             | Dmytro Ibragimov        | 14,97 m         | Nikita Prokhorov           | 14,95 m        | Matthias Uwe Schulze       | 13,66 m        |
| Getto del peso | F53 - F54 - F55 | Ruzhdi Ruzhdi(F55)      | 11,48 m 974 p.  | Drazenko Mitrovic (F54)    | 9,88 m 962 p.  | Karol Kozun (F55)          | 11,03 m 930 p. |
| Getto del peso | F57             | Alexey Ashapatov        | 13,81 m         | Janusz Rokicki             | 13,37 m        | Aleksi Kirjonen            | 12,57 m        |
| Lancio del disco | F11             | David Casinos           | 38,70 m         | Miroslaw Madzia            | 35,79 m        | Vasyl Lishchynskyi         | 35,22 m        |
| Lancio del disco | F12             | Kim Lopez Gonzalez      | 48,75 m         | Marek Wietecki             | 45,69 m        | Vladimir Andriushchenko    | 44,31 m        |
| Lancio del disco | F34             | Daniel Scheil           | 25,30 m         | Kieran Tscherniawsky       | 24,28 m        | Evgenii Malykh             | 21,43 m        |
| Lancio del disco | F37 - F38       | Mykola Zhabnyak (F37)   | 54,89 m 1015 p. | Mindaugas Bilius (F37)     | 49,59 m 925 p. | Tomasz Blatkiewicz (F37)   | 45,61 m 835 p. |
| Lancio del disco | F42             | Aled Davies             | 46,46 m         | Tom Habscheid              | 40,42 m        | Dechko Ovcharov            | 38,22 m        |
| Lancio del disco | F44             | Dan Greaves             | 62,34 m         | Adrian Matusik             | 58,56 m        | Ivan Katanusic             | 47,39 m        |
| Lancio del disco | F46             | Dmytro Ibragimov        | 49,46 m         | Nikita Prokhorov           | 48,56 m        | Matthias Uwe Schulze       | 46,38 m        |
| Lancio del disco | F52             | Aigars Apinis           | 19,68 m         | Robert Jachimowicz         | 16,77 m        | Henrik Plank               | 14,29 m        |
| Lancio del disco | F56             | Olokhan Musayev (F56)   | 41,63 m         | Slobodan Miletić (F55)     | 36,86 m        | Mustafa Yuseinov (F55)     | 21,43 m        |
| Lancio del disco | F57             | Alexey Ashapatov        | 42,11 m         | Janusz Rokicki             | 41,11 m        | Jaroslav Petrous           | 34,72 m        |
| Lancio del giavellotto | F12             | Hector Cabrera Llacer   | 56,20 m         | Milos Grlica               | 54,19 m        | Marek Wietecki             | 51,39 m        |
| Lancio del giavellotto | F34             | Daniel Scheil           | 26,75 m         | Aleksandr Khrupin          | 21,66 m        | Oleksandr Aliekseienko     | 20,64 m        |
| Lancio del giavellotto | F37 - F38       | Dmitrijs Silovs(F37)    | 47,32 m 938 p.  | Oleksandr Doroshenko (F38) | 41,61 m 861 p. | Petr Vratil (F38)          | 40,25 m 824 p. |
| Lancio del giavellotto | F41             | Mathias Mester          | 38,69 m         | Kyron Duke                 | 36,70 m        | Bartosz Tyszkowski         | 34,77 m        |
| Lancio del giavellotto | F42             | Helgi Sveinsson         | 50,74 m         | Runar Steinstad            | 47,18 m        | Dechko Ovcharov            | 43,44 m        |
| Lancio del giavellotto | F44             | Jonas Spudis            | 50,81 m         | Maksym Solyankin           | 50,63 m        | Patrick Stoll              | 44,82 m        |
| Lancio del giavellotto | F46             | Nikita Prokhorov        | 45,24 m         | Daniel Lisowski            | 42,98 m        | Matthias Uwe Schulze       | 32,99 m        |
| Lancio del giavellotto | F54             | Alexey Kuznetsov        | 27,03 m         | Manolis Stefanoudakis      | 26,88 m        | Drazenko Mitrovic          | 25,57 m        |
| Lancio del giavellotto | F56             | Aleksi Kirjonen(F56)    | 31,12 m         | Milos Zaric (F55)          | 29,77 m        | Mustafa Yuseinov (F55)     | 27,17 m        |
| Lancio del giavellotto | F57             | Alexey Ashapatov        | 34,19 m         | Allahverdi Allahverdiyev   | 32,49 m        | Angim Dimitrios Ntomgkioni | 31,87 m        |
| Lancio della clava | F32             | Vladislav Frolov        | 34,10 m         | Stephen Miller             | 30,68 m        | Maciej Sochal              | 29,59 m        |
| Lancio della clava | F51             | Jan Vanek               | 23,78 m         | Milos Mitic                | 23,58 m        | Non assegnato              | Non assegnato  |
| record mondiale; record mondiale stagionale; record europeo; record europeo stagionale; record dei campionati; record nazionale; record personale; record personale stagionale. |                 |                         |                 |                            |                |                            |                |

### Donne

#### Corse
| Specialità | Categoria | Oro | Prestazione | Argento                                                                                        | Prestazione   | Bronzo                 | Prestazione   |
| Corse piane |           | |             |                                                                                                |               |                        |               |
| 100 m | T11       | Öznur Alamur                                                                                            | 13"67       | Elvina Vidot                                                                                   | 13"79         | Arjola Dedaj           | 13"92         |
| 100 m | T12       | Oksana Boturchuk                                                                                        | 12"16       | Katrin Mueller-Rottgardt                                                                       | 12"50         | Hanka Kolnikova        | 13"13         |
| 100 m | T13       | Erin McBride                                                                                            | 13"58       | Non assegnato                                                                                  | Non assegnato | Non assegnato          | Non assegnato |
| 100 m | T33       | Hannah Cockroft                                                                                         | 18"53       | Amy Siemons                                                                                    | 19"99         | Melissa Nicholls       | 20"82         |
| 100 m | T34       | Maria Lyle                                                                                              | 14"92       | Oxana Corso                                                                                    | 16"51         | Svitlana Mykytina      | 17"21         |
| 100 m | T36       | Aygyul Sakhibzadaeva                                                                                    | 15"25       | Claudia Nicoleitzik                                                                            | 15"36         | Viktoriia Andriishena  | 16"22         |
| 100 m | T37       | Mandy François-Elie                                                                                     | 13"92       | Anna Sapozhnikova                                                                              | 14"07         | Maria Seifert          | 14"41         |
| 100 m | T38       | Margarita Goncharova                                                                                    | 13"44       | Sophie Hahn                                                                                    | 13"72         | Olivia Breen           | 13"96         |
| 100 m | T42       | Martina Caironi                                                                                         | 15"63       | Vanessa Low                                                                                    | 16"50         | Jana Schmidt           | 16"64         |
| 100 m | T44       | Marlou van Rhijn                                                                                        | 13"18       | Irmgard Bensusan                                                                               | 13"39         | Laura Sugar            | 13"71         |
| 100 m | T47       | Nikol Rodomakina                                                                                        | 12"58       | Alicja Fiodorow                                                                                | 13"10         | Styliani Smaragdi      | 13"79         |
| 100 m | T53       | Samantha Kinghorn                                                                                       | 18"74       | Non assegnato                                                                                  | Non assegnato | Non assegnato          | Non assegnato |
| 100 m | T54       | Amanda Kotaja                                                                                           | 17"16       | Margriet van den Broek                                                                         | 18"19         | Zubeyde Supurgeci      | 18"26         |
| 200 m | T11       | Öznur Alamur                                                                                            | 28"69       | Arjola Dedaj                                                                                   | 29"11         | Ronja Oja              | 32"60         |
| 200 m | T12       | Oksana Boturchuk                                                                                        | 24"72       | Katrin Mueller-Rottgardt                                                                       | 25"30         | Anna Sorokina          | 26"49         |
| 200 m | T35       | Maria Lyle                                                                                              | 31"05       | Oxana Corso                                                                                    | 34"37         | Svitlana Mykytina      | 36"15         |
| 200 m | T36       | Claudia Nicoleitzik                                                                                     | 32"26       | Aygyul Sakhibzadaeva                                                                           | 33"49         | Viktoriia Andriishena  | 35"08         |
| 200 m | T44       | Marlou van Rhijn (T43)                                                                                  | 26"89       | Irmgard Bensusan (T44)                                                                         | 27"22         | Laura Sugar (T44)      | 28"75         |
| 400 m | T11       | Öznur Alamur                                                                                            | 1'04"59     | Elisa Montonen                                                                                 | 1'16"00       | Non assegnato          | Non assegnato |
| 400 m | T12       | Oksana Boturchuk                                                                                        | 55"04       | Anna Sorokina                                                                                  | 58"52         | Veronika Zotova        | 1'02"36       |
| 400 m | T13       | Nantenin Keita                                                                                          | 59"46       | Non assegnato                                                                                  | Non assegnato | Non assegnato          | Non assegnato |
| 400 m | T20       | Marianne Verdonk                                                                                        | 1'02"29     | Erika Keresztesi                                                                               | 1'02'67       | Ilona Biacsi           | 1'02'83       |
| 400 m | T37       | Evgeniya Trushnikova                                                                                    | 1'06"35     | Mandy Francois-Elie                                                                            | 1'08"16       | Bethany Woodward       | 1'08"57       |
| 400 m | T38       | Margarita Goncharova                                                                                    | 1'03"40     | Sophie Hahn                                                                                    | 1'07"16       | Inna Stryzhak          | 1'08"82       |
| 400 m | T44       | Marie-Amélie Le Fur (T44)                                                                               | 1'01"41     | Irmgard Bensusan (T44)                                                                         | 1'01"85       | Marlou van Rhijn (T43) | 1'01"88       |
| 400 m | T47       | Alicja Fiodorow                                                                                         | 1'01"62     | Non assegnato                                                                                  | Non assegnato | Non assegnato          | Non assegnato |
| 400 m | T53       | Samantha Kinghorn                                                                                       | 1'04"84     | Non assegnato                                                                                  | Non assegnato | Non assegnato          | Non assegnato |
| 400 m | T54       | Manuela Schär                                                                                           | 59"11       | Amanda Kotaja                                                                                  | 1'00"22       | Gunilla Wallengren     | 1'00"68       |
| 800 m | T34       | Hannah Cockroft                                                                                         | 2'15"16     | Melissa Nicholls                                                                               | 2'16"68       | Amy Siemons            | 2'36"40       |
| 800 m | T53       | Samantha Kinghorn                                                                                       | 2'18"40     | Non assegnato                                                                                  | Non assegnato | Non assegnato          | Non assegnato |
| 800 m | T54       | Manuela Schaer                                                                                          | 2'00"93     | Jade Jones                                                                                     | 2'04"11       | Alexandra Helbling     | 2:04.71       |
| 1.500 m | T12       | Elena Pautova                                                                                           | 4'39"87     | Maria Fiuza                                                                                    | 5'26"25       | Mari Paredes Rodriguez | 5'55"32       |
| 1.500 m | T20       | Ilona Biacsi                                                                                            | 4'59"33     | Bernadett Biacsi                                                                               | 5'00"71       | Catia Almeida          | 5'03"98       |
| 1.500 m | T54       | Manuela Schaer                                                                                          | 3'55"00     | Gunilla Wallengren                                                                             | 4'07"86       | Patricia Keller        | 4'09"40       |
| 5.000 m | T54       | Manuela Schaer                                                                                          | 13'20"04    | Gunilla Wallengren                                                                             | 13'56"22      | Jade Jones             | 13'56"66      |
| Staffette |           | |             |                                                                                                |               |                        |               |
| 4×100 m | T35 - T38 | Russia Zhanna Fekolina (T37) Svetlana Sergeeva (T37) Anna Sapozhnikova (T37) Margarita Goncharova (T38) | 53"53       | Regno Unito Olivia Breen (T38) Bethany Woodward (T37) Sophie Hahn (T38) Jenny McLoughlin (T37) | 53"84         | Non assegnato          | Non assegnato |
| record mondiale; record mondiale stagionale; record europeo; record europeo stagionale; record dei campionati; record nazionale; record personale; record personale stagionale. |           | |             |                                                                                                |               |                        |               |

#### Concorsi
| Specialità | Categoria       | Oro                      | Prestazione     | Argento                  | Prestazione     | Bronzo                          | Prestazione    |
| Salti |                 |                          |                 |                          |                 |                                 |                |
| Salto in lungo | F11             | Viktoria Karlsson        | 4,48 m          | Arjola Dedaj             | 4,10 m          | Elisa Montonen                  | 3,90 m         |
| Salto in lungo | F12             | Sara Martínez Puntero    | 5,35 m          | Katrin Mueller-Rottgardt | 5,21 m          | Sara Fernandez Roldan           | 4,42 m         |
| Salto in lungo | F20             | Mikela Ristoski          | 5,44 m          | Kristina Minakova        | 5,25 m          | Olena Rozdobudko                | 5,15 m         |
| Salto in lungo | F37             | Anna Sapozhnikova        | 4,46 m          | Zhanna Fekolina          | 4,42 m          | Franziska Liebhardt             | 4,34 m         |
| Salto in lungo | F38             | Margarita Goncharova     | 4,86 m          | Inna Stryzhak            | 4,63 m          | Ramune Adomaitiene              | 4,58 m         |
| Salto in lungo | F42             | Vanessa Low              | 4,24 m          | Martina Caironi          | 4,07 m          | Jana Schmidt                    | 3,67 m         |
| Salto in lungo | F44             | Stef Reid                | 5,32 m          | Marie-Amelie le Fur      | 5,28 m          | Iris Pruysen                    | 4,88 m         |
| Salto in lungo | F47             | Nikol Rodomakina         | 5,50 m          | Styliani Smaragdi        | 4,89 m          | Non assegnato                   | Non assegnato  |
| Lanci |                 |                          |                 |                          |                 |                                 |                |
| Getto del peso | F12             | Assunta Legnante         | 16,84 m         | Marta Prokofyeva         | 12,86 m         | Sofia Oksem                     | 12,45 m        |
| Getto del peso | F20             | Anastasiia Mysnyk        | 12,73 m         | Antonina Baranova        | 12,69 m         | Svitlana Kudelya                | 12,25 m        |
| Getto del peso | F32 - F33       | Svetlana Krivenok (F33)  | 6,37 m 912 p.   | Maria Stamatoula (F32)   | 5,62 m 814 p.   | Anthi Liagkou (F33)             | 4,38 m 377 p.  |
| Getto del peso | F34             | Birgit Kober             | 8,60 m          | Lucyna Kornobys          | 7,39 m          | Frances Herrmann                | 6,61 m         |
| Getto del peso | F35 - F36       | Mariia Pomazan (F35)     | 11,93 m 1045 p. | Alla Malchyk (F36)       | 9,29 m 797 p.   | Non assegnato                   | Non assegnato  |
| Getto del peso | F37             | Eva Berná                | 11,01 m         | Franziska Liebhardt      | 10,66 m         | Irina Vertinskaya               | 10,49 m        |
| Getto del peso | F53 - F54 - F55 | Maria Bogacheva (F54)    | 7,04 m 952 p.   | Svitlana Stetsyuk (F53)  | 4,28 m 903 p.   | Marianne Buggenhagen (F55)      | 7,28 m 824 p.  |
| Getto del peso | F57             | Stela Eneva (F57)        | 10,58 m         | Ilke Wyludda (F57)       | 10,46 m         | Martina Willing (F56)           | 7,46 m         |
| Lancio del disco | F11 - F12       | Assunta Legnante (F11)   | 29,91 m 1068 p. | Sofia Oksem (F12)        | 45,97 m 1048 p. | Marija Ivekovic Mestrovic (F12) | 39,66 m 923 p. |
| Lancio del disco | F38             | Viktorya Yasevych (T37)  | 28,69 m         | Irina Vertinskaya (T37)  | 28,35 m         | Ingrida Priede (T38)            | 27,63 m        |
| Lancio del disco | F55             | Marianne Buggenhagen     | 24,62 m         | Daniela Todorova         | 16,43 m         | Solmaz Safarova                 | 16,32 m        |
| Lancio del disco | F57             | Stela Eneva              | 31,88 m         | Orla Barry               | 28,13 m         | Ilke Wyludda                    | 27,87 m        |
| Lancio del giavellotto | F12             | Anna Sorokina            | 40,67 m         | Natalija Eder            | 36,45 m         | Marija Vidacek                  | 32,99 m        |
| Lancio del giavellotto | F34             | Birgit Kober             | 19,56 m         | Lucyna Kornobys          | 16,32 m         | Marjaana Heikkinen              | 16,21 m        |
| Lancio del giavellotto | F37             | Svetlana Sergeeva        | 24,01 m         | Irina Vertinskaya        | 22,83 m         | Eva Berná                       | 20,52 m        |
| Lancio del giavellotto | F54             | Maria Bogacheva (F54)    | 14,34 m         | Svitlana Stetsyuk (F53)  | 10,50 m         | Non assegnato                   | Non assegnato  |
| Lancio del giavellotto | F56             | Martina Willing (F56)    | 20,71 m         | Daniela Todorova (F55)   | 17,82 m         | Marianne Buggenhagen (F55)      | 16,35 m        |
| Lancio della clava | F32 - F51       | Joanna Butterfield (F51) | 17,68 m 1110 p. | Josie Pearson (F51)      | 14,02 m 941 p.  | Gemma Prescott (F32)            | 20,39 m 905 p. |
| record mondiale; record mondiale stagionale; record europeo; record europeo stagionale; record dei campionati; record nazionale; record personale; record personale stagionale. |                 |                          |                 |                          |                 |                                 |                |

## Medagliere
Legenda
     Paese ospitante
| Posizione | Paese       | Oro | Argento | Bronzo | Totale |
| --------- | ----------- | --- | ------- | ------ | ------ |
| 1         | Russia      | 41  | 29      | 18     | 88     |
| 2         | Ucraina     | 17  | 8       | 18     | 43     |
| 3         | Regno Unito | 16  | 19      | 17     | 52     |
| 4         | Germania    | 14  | 17      | 15     | 46     |
| 5         | Finlandia   | 9   | 3       | 4      | 16     |
| 6         | Francia     | 8   | 8       | 4      | 20     |
| 7         | Svizzera    | 8   | 3       | 6      | 17     |
| 8         | Polonia     | 6   | 15      | 10     | 31     |
| 9         | Spagna      | 6   | 9       | 10     | 25     |
| 10        | Paesi Bassi | 5   | 4       | 5      | 14     |
| 11        | Italia      | 4   | 5       | 2      | 11     |
| 12        | Bulgaria    | 4   | 3       | 4      | 11     |
| 13        | Turchia     | 4   | 3       | 2      | 9      |
| 14        | Irlanda     | 4   | 1       | 0      | 5      |
| 15        | Svezia      | 3   | 2       | 2      | 7      |
| 16        | Grecia      | 2   | 5       | 5      | 12     |
| 17        | Austria     | 2   | 2       | 0      | 4      |
| 18        | Croazia     | 2   | 1       | 5      | 8      |
| 18        | Rep. Ceca   | 2   | 1       | 5      | 8      |
| 20        | Lituania    | 2   | 1       | 2      | 5      |
| 21        | Bielorussia | 2   | 1       | 1      | 4      |
| 22        | Lettonia    | 2   | 0       | 1      | 3      |
| 23        | Portogallo  | 1   | 6       | 3      | 10     |
| 24        | Azerbaigian | 1   | 2       | 1      | 4      |
| 24        | Ungheria    | 1   | 2       | 1      | 4      |
| 26        | Slovacchia  | 1   | 1       | 1      | 3      |
| 27        | Islanda     | 1   | 0       | 1      | 2      |
| 28        | Serbia      | 0   | 5       | 1      | 6      |
| 29        | Danimarca   | 0   | 2       | 1      | 3      |
| 30        | Belgio      | 0   | 2       | 0      | 2      |
| 31        | Lussemburgo | 0   | 1       | 0      | 1      |
| 31        | Norvegia    | 0   | 1       | 0      | 1      |
| 33        | Slovenia    | 0   | 0       | 1      | 1      |
| Totale    | Totale      | 168 | 162     | 146    | 476    |